# Közösségi média marketing
A közösségi média marketing a közösségi oldalak megjelenésével és elterjedésével összefüggésben terjedő új marketingcsatorna típus, amely a kétirányú kommunikáció lehetőségeit használja fel, szemben a korábbi egyirányú kommunikációval.
A reklámmal szembeni ellenállás leküzdésének az egyik lehetősége a közösségi média marketing, mivel a közösségi média útján a fogyasztók nem egyszerűen reklámot vagy más tartalmakat kapnak, hanem a cégek közvetlenül kapcsolatba is lépnek velük, és ez közvetlenebbé teszi a kommunikációs folyamatot. Olyan tartalmak generálásán alapul, amely a közösségi oldalak felhasználói egymás közötti megosztásával terjednek. Egyben a tartalom jelleg is megváltozott: direkt eladásösztönzés helyett a szórakoztatásra került át a hangsúly.
Egyes közösségi médiumok (pl. a Wikipédia) kifejezetten tiltják az ilyen, reklámcélú kommunikációt.